# 겨울여자 (1977년 영화)
"겨울여자"는 김승옥 각색, 김호선 감독의 1977년 대한민국의 영화이다. 조해일의 베스트 셀러 소설 겨울여자를 원작으로 한 영화이다. 영화를 각색한 김승옥은 원래 소설가로 <무진기행> 등을 썼지만 1967년 소설 <무진기행>이 영화화 되면서 직접 각색하여 영화 <안개> 로 나오면서 각색가로도 활동을 하였고 원래 동명의 연주곡(작곡/이봉조)으로 발표된 곡에 직접 작사 하여 동명 영화 주제가(노래/정훈희)로 발표하면서 작사가 로도 이름을 올리기도 하였다.
(* 정훈희의 노래 <안개>는 지금 현재 가수 박일남의 아버지 음악 프로듀서 박현의 작사로 기록 되어있다.*)
이영화는 영화도 유명해졌지만 OST 곡들도 유명하다. 영화 <겨울여자>의 OST는 원작자인 조해일이 전곡을 작사 하였고 영화의 음악을 담당한 작곡가 정성조가 전곡을 작곡하였다. OST 중에서 눈물로 쓴 편지를 김세화가 불렀고 겨울 이야기를 이영식과 김세화가 불렀다.

## 줄거리
이화(장미희)라는 소녀는 기독교 목사의 딸로 구김살없이 자라던중 여고를 졸업한 지 얼마 안 되어서 이상한 인연으로 한 청년을 알게 되어 연애감정을 갖는다. 요섭(신광일)은 극도로 내성적인 성격의 소유자로서 어느날 별장에서 이화를 순간적인 욕구에 의해서 껴안으려다가 강한 거부를 당하고 스스로 번민하다가 자살해 버린다. 이화는 생전 처음 큰 충격을 받아 괴로와하던 차 쾌활한 대학생 우석기(김추련)를 만나게 되어 사랑에 빠진다. 이번에는 자진해서 남자의 요구를 다 받아들이고 마치 모성애를 발휘하듯 남성을 감싸주기도 한다. 그러나 두 번째 남자마저 군에 입대한 후 사고로 죽었다는 비보(悲報)가 날아 든다. 절망에 빠졌던 이화가 세 번째로 만나는 남성은 바로 고교시절의 은사로서 지금은 아내와 이혼하고 아파트에서 혼자 사는 허민(신성일)이다. 이화는 허민과도 뜨거운 관계를 맺지만 그와의 결혼은 승낙하지 않는다. 오히려 헤어졌던 여성을 다시 허민과 결합시키는 역할을 하고는 호젓이 허민의 곁을 떠나가 버린다.

## 개요
현대 여성들의 애정 모랄에 일대 혁신을 가져온 대담한 소재를 퍽 감각적인 영상미(映像美)로 묘사, 60만 5천명이라는 한국 극장사상 최고의 관객 동원 기록을 수립하였다. 1977년도 '현대영화비평가 그룹' 시상에서 작품상·감독상·촬영상을 수상하였다.

## 주연
- 장미희
- 신성일

## 출연
- 김추련
- 신광일
- 송재호
- 박원숙
- 한상미
- 이종만